# Helcyra superba
Helcyra superba är en fjärilsart som beskrevs av John Henry Leech 1890. Helcyra superba ingår i släktet Helcyra och familjen praktfjärilar. Inga underarter finns listade i Catalogue of Life.